# Tolpia montana
Tolpia montana là một loài bướm đêm thuộc họ Erebidae. Nó được tìm thấy ở Palawan ở Philippines.
Sải cánh dài khoảng 15 mm. Cánh sau màu nâu và phía dưới nâu đồng nhất.